# فرودگاه شهری مارفا
فرودگاه شهری مارفا (به انگلیسی: Marfa Municipal Airport) یک فرودگاه همگانی بهره‌برداری هوایی با کد یاتا MRF است که یک باند فرود آسفالت دارد و طول باند آن ۱۸۹۴ متر است. این فرودگاه در شهر مارفا، تگزاس کشور ایالات متحده آمریکا قرار دارد و در ارتفاع ۱۴۷۸ متری از سطح دریا واقع شده‌است.